# Lacaria schachovskoyi
Lacaria monrosi es una especie de polilla de la familia Geometridae. La especie fue descrita por primera vez por John L. Sperry habiendo sido descrita en 1960, con endemismo en Argentina. El holotipo de la especie fue descrita en los alrededores del Lago Nonthué, al norte de la Patagonia argentina. Tiene gran similitud con la L. monrosi del que se distingue principalmente por su morfología genital.
Recibe su nombre en honor al lepidopterólogo argentino Sergio Schajovskoy.